# Metikuppe Forest, Heggadadevankote
Metikuppe Forest là một làng thuộc tehsil Heggadadevankote, huyện Mysore, bang Karnataka, Ấn Độ.